# Európai Csalás Elleni Hivatal
Az Európai Csalás Elleni Hivatal (vagy elterjedt nevén OLAF, ami francia neve – Office européen de lutte antifraude –  rövidítéséből származik) az Európai Unió (EU) ügynöksége, amely több fronton is az Unió pénzügyi érdekeit védelmezi. Székhelye Brüsszelben van.
Feladatai háromirányúak:
- az EU költségvetését érintő csalások elleni küzdelem
- az EU-s intézményeken belüli korrupció elleni küzdelem
- és közreműködés a csalás elleni jogszabályok és szakpolitikák megalkotásában.

A teljesen független szervezetként működő OLAF céljait belső és külső vizsgálatokkal éri el. Koordinálja a tagállamok csalás ellen harcoló hatóságainak a működését. Ellátja a tagállamokat a megfelelő információkkal és egyéb segítséggel a csalás elleni harcban. Segíti az EU csalás elleni stratégiájának a kialakítását, és ha szükséges, jogszabályalkotást kezdeményez. 
Az OLAF közigazgatási vizsgálatokat végez. Büntetőeljárást nem kezdeményezhet, vádat nem emelhet, de az uniós tagállamok vádhatóságait tájékoztathatja. Arra nincs eszköze, hogy javaslatait rákényszerítse a tagállamok megfelelő hatóságaira.
Ha az OLAF az uniós források szabálytalan felhasználására bukkan, akkor javaslatokat küld az Európai Bizottságnak, ami ezek alapján tárgyalásokba kezd a tagország kormányával arról, hogy mennyit kell visszafizetni.

## Jogszabályi alapjai
Az Európai Parlament és a Tanács 883/2013-as rendelete az OLAF munkájáról 2013. október 1-jén lépett életbe. Ez a rendelet az OLAF alapítása óta megszerzett tapasztalataira támaszkodik. Javította az OLAF és partnerei közti információcsere feltételeit is.

## Néhány OLAF által vizsgált magyarországi ügy
Az OLAF-nak 2018. november 23-án 1 milliárd euró (320 milliárd forint) pénzügyi követelése van Magyarországgal szemben a korrupció és egyéb szabálytalanságok miatt.

### A 4-es metró ügye
A hivatal több mint 100 oldalas jelentést készített a 4-es metróról. Korábban olyan hírek láttak napvilágot, hogy az komoly korrupciót tárt fel a beruházással kapcsolatban. A kormány feljelentést tett az ügyben, de nem akarta nyilvánosságra hozni a dokumentumot, noha Péterfalvi Attila, a Nemzeti Adatvédelmi és Információszabadság Hatóság elnöke is azt nyilatkozta, a jelentés az első betűtől az utolsóig a nyilvánosságra tartozik, mert abban a 4-es metró beruházásánál elköltött magyar és uniós közpénzekről van szó. A jelentésben észrevételezett 60 szerződés dátuma egy kivétellel 2010 előtti. A hivatal mintegy 167 milliárd forintos károkozást tárt fel a beruházásnál, ezért az Európai Bizottság 76,6 milliárdos büntetést szabhat ki Magyarországra.

### Az Elios Innovatív zrt. közvilágítás-korszerűsítési projektje
A hivatal a környezet és energia operatív program keretében megvalósított harmincöt közvilágítás-korszerűsítési projektet vizsgált, ezekben az Elios vagy fővállalkozóként vagy konzorciumi tagként szerepelt. Miután nyert a 2009 szeptemberében, illetve 2012 decemberében épületenergetikai fejlesztések és a közvilágítás korszerűsítése, valamint a 2014 szeptemberében a közvilágítás energiatakarékos átalakítása címen meghirdetett pályázatokon. Az Elios Innovatívhoz kötődő közbeszerzések közül a vizsgált 35 projekt mindegyikében felmerült a visszaélés gyanúja, de az esetek felében, 17 pályázatnál egyenesen úgy találta az OLAF, hogy szervezett csalási mechanizmust építettek ki. A szóban forgó, 2012-es csomagba tartozó pályázatokat egyrészt úgy írták ki, hogy a feltételeknek az Elios Innovatív vagy konzorciuma feleljen meg. Az OLAF szerint ezzel az egész módszerrel eleve baj van, mert a pályázatokat így nem a piaci körülményekre vagy ajánlatokra hivatkozva írták meg, hanem pont fordítva. Minden pályázatnál az volt a lényeg, hogy még éppen megfeleljenek az elvárt feltételeknek, de a lehető legnagyobb költséget fizesse értük az önkormányzat.  43,7 millió euró, azaz több mint 13 milliárd forint uniós támogatás megvonását javasolja az OLAF, az Európai Unió csalás elleni hivatala Orbán Viktor veje, Tiborcz István egykori érdekeltsége, az Elios Innovatív Energetikai Zrt. látványos közpénzes tarolása kapcsán. „Tiborcz Istvánt ismerem polgármester koromból. (...) Közösen találtuk ki, hogy Hódmezővásárhelyen hogy fogjuk a közvilágítást modernizálni, ami nagyszerű program volt.” Lázár János, a Miniszterelnökséget vezető miniszter mondta ezt 2017 novemberében.
Az ügyről a Fidesz a közvéleményt tájékoztatni nem hajlandó. Ehelyett a párt frakcióvezetője Gulyás Gergely levélben utasította fideszes politikustársait (elsősorban az egyéni választókerületekben induló képviselőjelölteket), hogy mit hazudjanak, ha kérdéseket kapnak az üggyel kapcsolatban.
2018. január 12-én a Legfőbb Ügyészség megkapta az OLAF igazságügyi megkeresését, és nyomozást indított az ügyben. 2018. november 6-án a rendőrség  – saját véleménye szerint – „bűncselekmény hiányában” megszüntette a nyomozást.
A közvilágítás ügyében Siófok városa is érintett volt. A nyomozás lezárása után a polgármester úgy nyilatkozott, hogy a rendőrség semmilyen papírt nem kért tőle.